# Sarah Hegazi
Sarah Hegazi (en arabe : سارة حجازي, aussi écrit Hegazy ou Higazy), née le 1er octobre 1989 en Égypte et morte le 14 juin 2020 à Toronto (Canada), est une militante pour les droits LGBT et marxiste égyptienne. Elle est arrêtée et torturée en prison en Égypte durant trois mois après avoir brandi un drapeau arc-en-ciel durant un concert de Mashrou' Leila en 2017 au Caire. 
Hegazi vit par la suite avec un stress post traumatique résultant des tortures subies en prison. Elle se suicide en juin 2020.

## Éducation
Sarah Hegazi est issue d'une famille de la moyenne bourgeoisie conservatrice musulmane égyptienne. En 2010, elle obtient un baccalauréat en systèmes d'information de l'Académie Thebas et en 2016, un autre diplôme du Centre de formation continue de l'Université américaine au Caire. 

## Opinions politiques
Au lycée, Sarah Hegazi devient salafiste. Mais le printemps arabe l'éveille à la conscience politique et aux questions des genres. Elle se positionne en faveur du combat LGBT et communiste. Hegazi soutient le "Parti du pain et de la liberté" alors qu'elle vit encore en Égypte, puis s'engage dans le Spring Socialist Network une fois au Canada. 

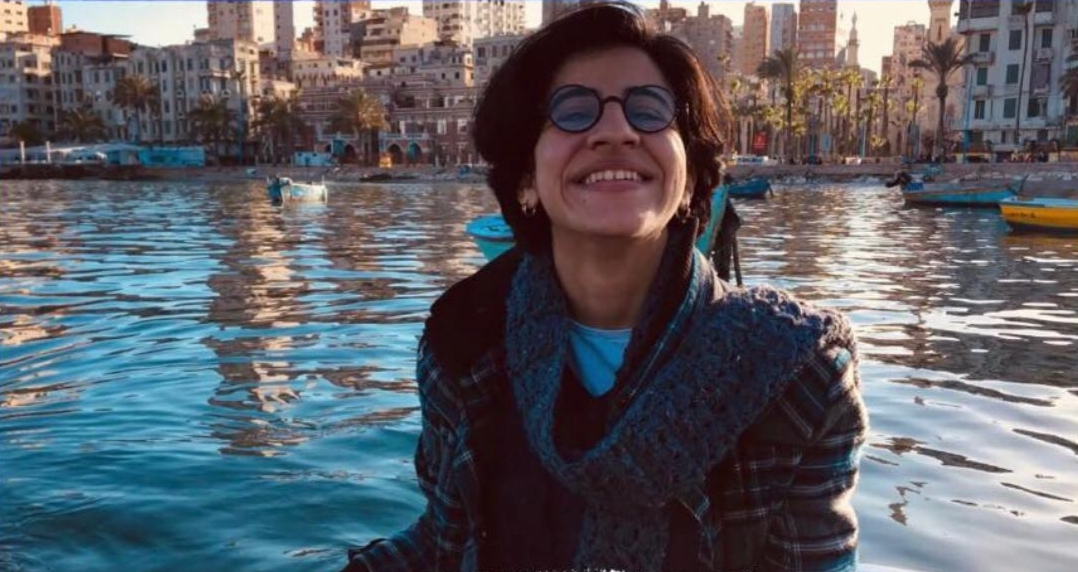
Sarah Hegazy, en Égypte.

Hegazi indique avoir été licenciée de son travail pour s'être opposée au régime de Sissi en Égypte. Neuf ans après la révolution égyptienne de 2011, elle écrit que « l'ancien régime tentera tout, y de sacrifier des figures importantes de l'appareil, afin de rester au pouvoir ou de le reprendre », décrivant le président Sissi comme « le dictateur le plus tyrannique et violent de notre histoire moderne », ajoutant que « les révolutionnaires croient que la bataille est une bataille de classes ». Hegazi a aussi indiqué que la révolution étant restée incomplète, la conséquence est que « la plupart d'entre nous sont maintenant enterrés, en prison ou en exil ».

## Arrestation et emprisonnement
Le 22 septembre 2017, Sarah Hegazi assiste à un concert de Mashrou'Leila dont le chanteur principal, Hamed Sinno, est ouvertement gay et brandit un drapeau arc-en-ciel en faveur des droits des LGBT,. Les photos de son geste deviennent rapidement virales sur les réseaux sociaux et, dès le lendemain, journaux et télés alimentent une campagne de dénigrement contre cette « orgie satanique ». S'ensuit une vague d’arrestations contre la communauté LGBT : en trois mois, au moins 200 personnes sont incarcérées.
Sarah Hegazi est arrêtée le 1er octobre 2017. Elle est emprisonnée, désignée comme homosexuelle par les geôliers, battue et maltraitée par des détenus,. Elle est ensuite envoyée dans la prison pour femmes d'Al-Qanater, où elle dit plus tard avoir été torturée à l'électricité, notamment dans les parties génitales, et soumise à un isolement total. Hegazi est finalement libérée et condamnée à une amende de 2000 livres égyptiennes (113 dollars américains). 
Craignant de nouvelles poursuites, et victime d'une campagne de haine sur internet, elle accepte une proposition d'asile au Canada en 2018,. Avec elle s'exile aussi Alaa Ahmed, lui aussi torturé pour avoir brandi un drapeau arc-en-ciel. Son avocat, Mostafa Fouad, s'exile quant à lui en Turquie.

## Mort

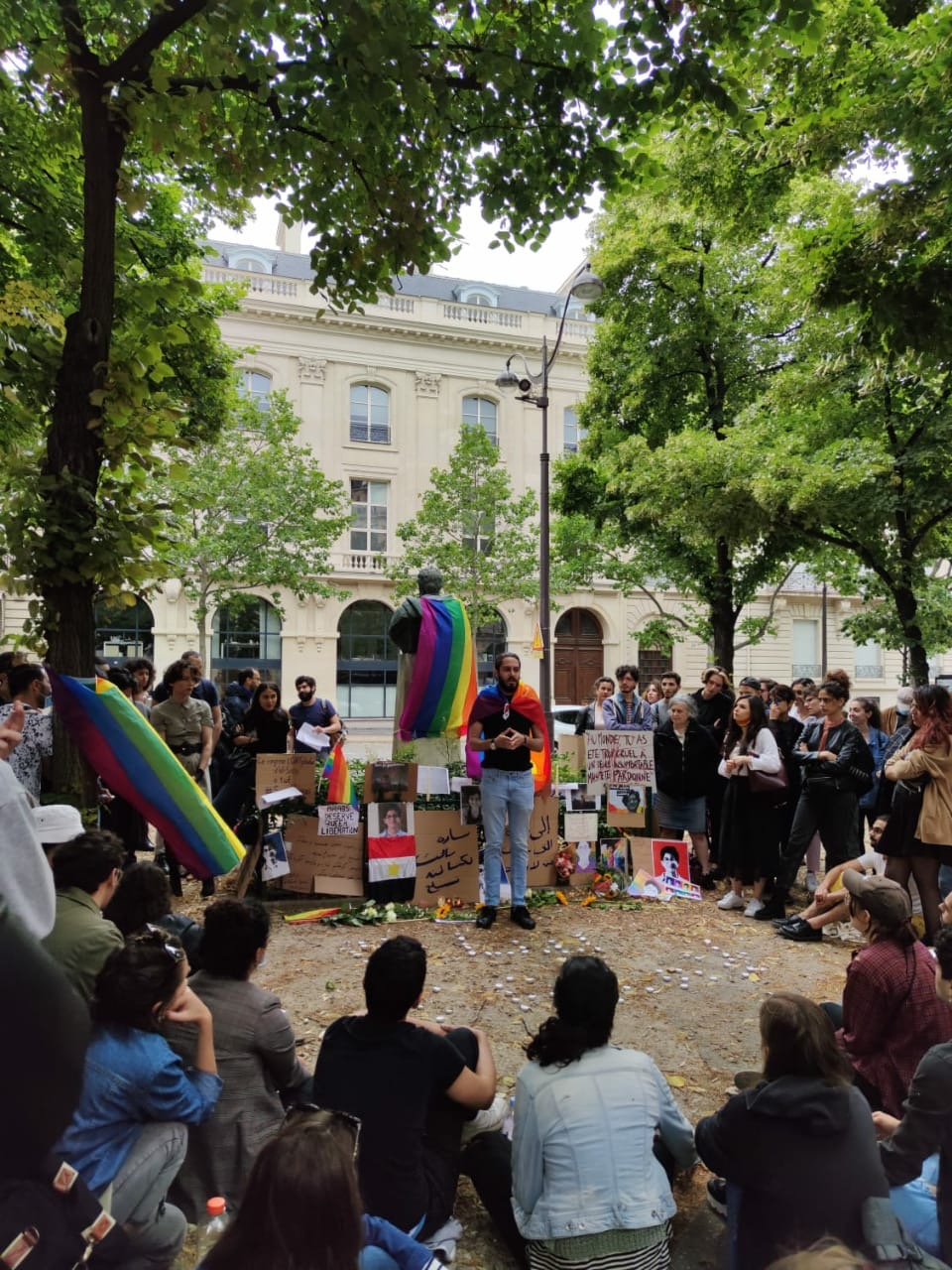
Rassemblement à Paris, à la mémoire de Sarah Hegazi, le 21 juin 2020.

Sarah Hegazi se suicide le 14 juin 2020. Une courte lettre qui lui est attribuée, écrite en arabe, a circulé sur les réseaux sociaux peu après sa mort. Cette lettre indique: «  À mes frères et sœurs - j'ai essayé de trouver la rédemption et j'ai échoué, pardonnez-moi. Pour mes amis - l'expérience a été difficile et je suis trop faible pour y résister, pardonnez-moi. Pour le monde - vous avez été cruels dans une large mesure, mais je vous pardonne  ». 
Sa mort fait l'objet d'une couverture dans divers médias internationaux et des hommages à son militantisme lui sont rendus,,. Le chanteur Hamed Sinno a partagé un hommage à Hegazi sur son profil Facebook qui disait "لروحك الحرية", ou « la liberté pour votre âme ». Plus tard, le chanteur libanais compose une courte chanson récitant les derniers mots que Sarah a partagé sur son profil d'Instagram : « Le ciel est plus beau que la Terre, et moi je veux le Ciel ». Le magazine socialiste canadien Spring a publié une nécrologie à Hegazi où est écrit : « Je me souviens qu'elle a dit : “Je ne me suis jamais sentie aussi vivante que pendant la révolution”. En son honneur et pour pouvoir satisfaire notre sens de la vie, c'est notre devoir de continuer à lutter pour la révolution ici, en Égypte, et dans le monde ».
À cette vague de solidarité internationale répond une compagne d’infox et de discrédit - menée principalement par la chaîne Al Jazeera et certaines pages des réseaux sociaux, et aboutissant à la suppression de la page Wikipédia en langue arabe de Sarah Hegazi. Cette suppression est largement considérée comme suite logique de cet acharnement médiatique anti-LGBTQ. Le corps de Sarah Hegazi n'est pas rapatrié en Égypte, selon son souhait, en raison de menaces en ligne de profanation de sa sépulture. 
Pour la directrice Moyen-Orient et Afrique du Nord de Human Rights Watch, Sarah Leah Whitson, Sarah Hegazy était « clairement en souffrance, traumatisée par sa torture [...] au cas où quelqu’un aurait un doute, c'est le gouvernement égyptien qui l’a tuée ».